# Béla Barényi
Béla Barényi (1 de marzo de 1907, Hirtenberg, Austria – 30 de mayo de 1997, Böblingen, Alemania) fue un ingeniero austríaco de herencia húngara y austríaca (por parte de su padre y de su madre, respectivamente). Está considerado como el padre de la seguridad pasiva de los automóviles.  Nació en Hirtenberg, Austria, cerca de Viena, durante el Imperio austrohúngaro. Su padre, Jenő Berényi (1866–1917), era un oficial militar húngaro, profesor en la academia militar de Pressburg, la primera capital húngara (conocida actualmente como Bratislava, tras la creación de Checoslovaquia después de la Primera Guerra Mundial y del Tratado de Trianon).

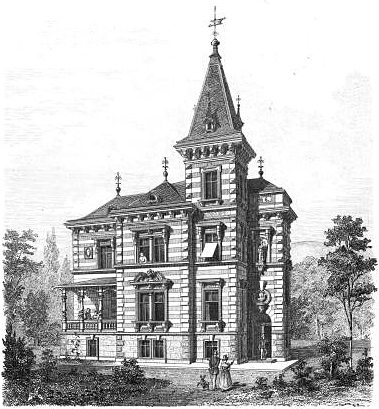
Casa donde nació Barényi, la residencia de la familia Keller, magnates industriales de Austria, en la que Barényi creció.

Barényi fue un prolífico inventor. Se afirma que, después de retirarse el 31 de diciembre de 1972, tenía ya más de 2000 patentes, dos veces más que Thomas Edison, incluso hasta más de 2500 patentes en 2009. Sin embargo, estas reclamaciones incluyen múltiples países para un mismo invento, el cual no constituye inventos separados. El número de patentes documentadas a nivel mundial de Barényi en la Oficina Europea de Patentes son de 1.244, 595 de las cuales documentadas en Alemania, el país de documentación primaria de las mismas.

## Biografía
Después de realizar estudios de ingeniería mecánica y eléctrica en la Universidad de Viena, trabajó en varias compañías de automóviles austríacas: Austro-Fiat, Steyr y Adler, antes de entrar en Daimler-Benz en 1939. Lideró el departamento de pre-desarrollo de Daimler-Benz de 1939 a 1972, desarrollando por ejemplo el concepto de zona de deformación, la célula de pasajeros rígida, el eje de seguridad en la columna de dirección, un techo descapotable más seguro, limpiaparabrisas ocultos bajo el capó para no dañar a los peatones en caso de atropello, etcétera, y otras aplicaciones en los automóviles de Mercedes-Benz.
También se le atribuye haber concebido el diseño básico del Volkswagen Beetle en 1925, cinco años antes de que Ferdinand Porsche reclamara haber hecho esta versión. Barényi fue nominado al premio Ingeniero de automoción del Siglo en 1999 y llevado al Salón de la Fama del Automóvil de Detroit en 1994.
Barényi murió en Böblingen, Alemania. Un anuncio de Mercedes con la imagen de Barényi decía: “Nadie en el mundo ha aportado tanto a la seguridad del automóvil como este hombre.”  Béla Barényi dejó un gran legado de sus invenciones en el Museo Técnico de Viena, en Austria, su país nativo.